# Mbo Mpenza
Mbo Jérôme Mpenza (Kinshasa, 4 de Dezembro de 1976) é um ex-futebolista congolês naturalizado belga que atuava como centroavante.
Cedo mudou-se com a família para a Bélgica, onde nasceu seu irmão mais novo, o também futebolista Émile Mpenza. Mbo atuava na frente, como avançado, ou na direita, como extremo.

## Clubes
Mpenza jogou em divisões secundárias ao serviço do LC Mesvins e KV Kortrijk, antes de completar uma excelente temporada em 1996/97 pelo recém-promovido Excelsior Mouscron, equipa que ajudou a classificar no terceiro lugar do campeonato, com 12 golos apontados. Os dois irmãos Mpenza mudaram-se para o Standard de Liège nesse Verão, numa controversa transferência que originou um prolongado conflito entre os dois clubes e um processo em tribunal.
Mpenza tornou-se capitão de equipa e apontou 20 golos em 52 jogos, o que lhe valeu a mudança para o Sporting Clube de Portugal, onde reclamou o título em 2000, e daí para o Galatasaray SK. Regressou ao Mouscron em 2002 e recuperou a antiga forma, ao ponto de ajudar a formação a chegar à final da Taça da Bélgica e a alcançar o sexto e quarto lugares na liga, antes de ingressar no RSC Anderlecht.
Mais consistente do que espectacular na primeira época passada em Bruxelas, os 11 golos marcados por Mpenza em 2005/06, que o fizeram o melhor goleador da equipa, contribuíram sobremaneira para a conquista do título belga.
No decorrer de 2008, transferiu-se para a equipa grega do Larissa, mas ao final do ano anunciou sua aposentadoria devido a contusão nas costas, não tendo chegado a atuar pelo clube.

## Selecção
Mpenza representou pela primeira vez os "diabos vermelhos" em 1997, frente ao País de Gales. Chamado para representar a Seleção Belga no Campeonato do Mundo de 1998, na Eurocopa 2000 e na Campeonato do Mundo de 2002, ultrapassou as 50 internacionalizações na caminhada falhada para o Mundial 2006.